# Judaizm ultraortodoksyjny
Judaizm ultraortodoksyjny lub charedi, ewentualnie: haredi (hebr. חרדים, wym. [χaʁeˈdim] = „nabożni” lub dosł. „w bojaźni Boga”; l. mn.: charedim) – odłam współczesnej ortodoksji judaizmu.
Wyznawcy judaizmu ultraortodoksyjnego, czyli ultraortodoksyjni żydzi (nazywani w Izraelu oraz żydowskiej diasporze: charedim) odrzucają zdobycze współczesnego świata uważając, że należy się od świata odgrodzić i pozostać w izolacji, bowiem uznają, że zdobycze cywilizacyjne mogą sprowadzać pokusy.
Wyznawcy niektórych ultraortodoksyjnych odłamów uważają, że powstanie państwa Izrael to akt godzący w istotę idei i obietnic mesjańskich. Ci z nich, którzy żyją na terenie Państwa Izrael, nie uznając go, starają się żyć tak, jakby mieszkali w diasporze na wygnaniu. Ultraortodoksyjni Żydzi odrzucają XVIII-wieczne reformy religijne i nie zgadzają się z poglądami i praktykami judaizmu konserwatywnego oraz reformowanego i dążą do ścisłego przestrzegania micw i halachy. Charakteryzuje ich konserwatyzm w zakresie kultury i stylu życia oraz używanie języka jidysz.

## Historia charedi
Charedim odrzucają XVIII-wieczne reformy religijne i nie zgadzają się z poglądami i praktykami judaizmu konserwatywnego oraz reformowanego. Pojawienie się w XIX wieku nowego, bardziej „światowego” stylu życia części Żydów wzbudziła u konserwatywnych wyznawców judaizmu obronny sprzeciw, który doprowadził do wyewoluowania silnie konserwatywnej, izolacjonistycznej formy ekspresji judaizmu. Do przywódców charedim w początkowym okresie należeli uznani rabini z Europy Wschodniej: rabin Chaim z Wołożyna (1749–1821) i rabin Izrael Meir Kagan (1838–1933).
Istotnym etapem tworzenia ruchu charedim było powołanie międzynarodowej politycznej organizacji ortodoksji Agudas Yisroel (hebr., „Związek Izraela”). Organizacja została powołana do życia na konferencji, która odbyła się w Katowicach w dniach 27–29 maja 1912. Inicjatorami byli niemieccy neoortodoksi, wspierani przez ortodoksów nieakceptujących programu kulturalnego przyjętego w 1911 przez X Światowy Kongres Syjonistyczny, którzy ostatecznie, zrażeni, porzucili ruch syjonistyczny. Agudas Yisroel powstała jako grupa reprezentująca interesy społeczne i kulturalne religijnych Żydów. Siła organizacji była znacząca, bowiem powstała jako koalicja chasydów i mitnagdim – dwóch nurtów judaizmu ortodoksyjnego, które wcześniej ze sobą rywalizowały, ale wraz z upływem czasu zbliżały się do siebie, umożliwiając powstanie w 1912 Agudas Yisroel.
Kolejnym impulsem do rozwoju judaizmu charedi był Holokaust. W czasie II wojny światowej zginęła bardzo duża liczba wyznawców, a w poszczególnych krajach europejskich zniszczone zostały jesziwy. Migracje społeczności żydowskich – głównie do Izraela i Stanów Zjednoczonych – dały impuls do integracji swoich społeczności i instytucji edukacyjnych. Gdy powstało państwo Izrael, w nim właśnie powstało centrum działalności charedim. Migrujący wyznawcy tworzyli tam jesziwy, którym nadawano nazwy zniszczonych jesziw europejskich. Z Agudas Yisroel utworzono partię polityczną o nazwie Agudat Israel (pod współczesną izraelską wymową hebrajską).

## Klasyfikacja
„Encyklopedia tradycji i legend żydowskich” Alana Untermana nie wymienia terminu „ultraortodoksja”. Pod hasłem „judaizm ortodoksyjny” istnieje podział na ortodoksję nowoczesną (neoortodoksję) i ortodoksję tradycyjną. Odłam ultraortodoksyjny należy zaliczyć do tej drugiej grupy. Część charedim nie akceptuje nazywania ich ultraortodoksami. „Ultra” oznacza „krańcowy”, „nieumiarkowany”, więc takie określenie bywa odbierane jako negatywny opis stosowany dla skrajnych grup społecznych jak terroryści czy neonaziści. W przekonaniu charedim, są kwintesencją żydostwa – wierni żydowskim wartościom i prawu żydowskiemu. Charedim dbają przede wszystkim o przestrzeganie Tory i wypełnianie nakazów (micwot) z najdrobniejszymi szczegółami, a specyficzne stroje i styl życia są wyznacznikiem pewnej tradycji tej grupy: mężczyźni ubierają się w czarne garnitury i noszą czarne kapelusze z szerokim rondem, a kobiety noszą długie spódnice, grube pończochy i nakrycia głowy.
Społeczność ultraortodoksyjna dzieli się na trzy grupy:
- bardziej liberalną,
- na główny trzon ortodoksji
- i na grupę najbardziej ortodoksyjną, której członkowie są przez pierwszych i drugich nazywani skrajnymi fanatykami. Ci „ultra-ultraortodoksi” najczęściej zaliczają się do organizacji o nazwie Eida Charedit, która wyznacza zasady postępowania i wyrokuje o wielu sprawach dotyczących życia wszystkich charedim[2].

Sama klasyfikacja stopnia religijności w społeczności ortodoksyjnej, czy dany dom jest ortodoksyjny (dati), czy ultraortodoksyjny (charedi) jest kwestią uznaniową, a granice wyznaczane są przez współwyznawców i obserwujących ich świeckich.

### „Taliban charedi”

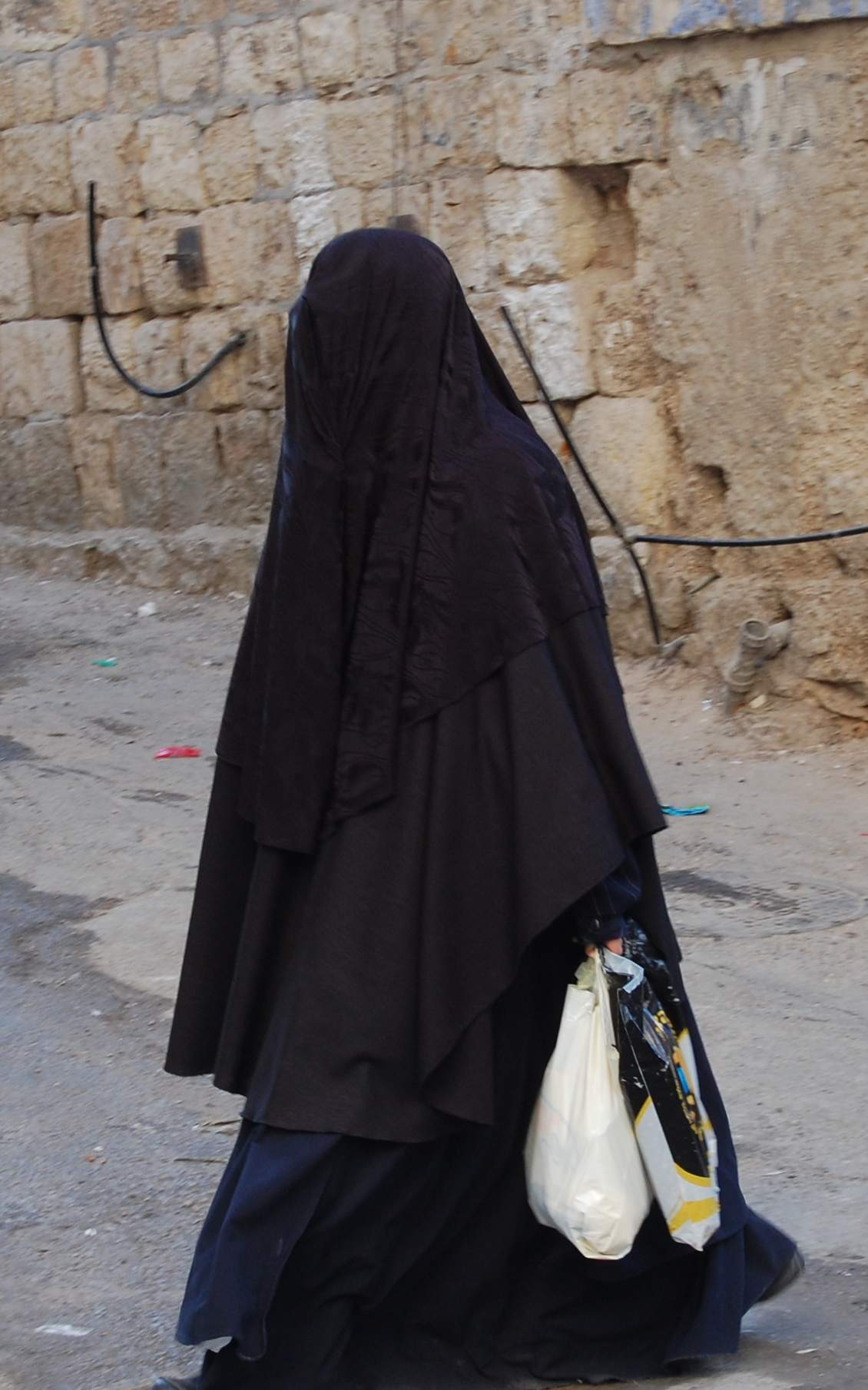
Kobieta charedi we „frumce” (burce żydowskiej), Jerozolima, dzielnica Me’a Sze’arim

W 2005 w obrębie nurtu skrajnej ortodoksji charedi utworzył się ruch ultrareligijnych kobiet, określanych przez prasę jako „taliban charedi”, które – podobnie jak niektóre kobiety muzułmańskie – zdecydowały się całkowicie zakrywać swoje ciała od głowy do stóp, by zachęcać mężczyzn do unikania pokus na widok kobiecego ciała. Motto ruchu zachęca: „zakrywaj ile się da w imię skromności”. Inicjatywa była pierwotnie przyjęta pozytywnie w środowisku charedi – nawet rabini Badatz (ultraortodoksyjny sąd sprawiedliwości) oraz Jicchok Tuwja Weiss, przywódca Eida Charedit, wystosowali list wyrażający poparcie.
Inicjatywa wyszła od trzech kobiet, które zakryły całe swoje ciała. Później dołączyło do nich 8 z Jerozolimy i kolejne 12 z Bet Szemesz. Według informacji z 2011 do grupy należało około 600 kobiet, ale liczebność ma tendencję wzrostową. Rozprzestrzeniające się zjawisko zaczęło jednak denerwować społeczność charedi. Szkoły nie przyjmują zamaskowanych uczennic, a sami charedim zaczęli krytycznie oceniać tę modę religijną argumentując, że tradycja judaistyczna wyklucza zmiany w ubiorze. Wskazują, że biblijni Izraelici przeżyli niewolę w Egipcie, ponieważ nie zmienili sposobu ubierania się, a więc nie można tego robić i współcześnie.

## Granice ortodoksji
Granice własnej ortodoksji w różny sposób wyznaczają poszczególne rodziny chasydzkie. Zazwyczaj funkcjonują według zasad określonych przez swojego rabina i przez społeczność, do której należą. W obrębie typowej chasydzkiej rodziny decyzje w mniej lub bardziej istotnych sprawach podejmuje mężczyzna, który czasem zasięga opinii u swojego rabina.
Styl życia i podejmowane przez chasydów działania mają pomagać w unikaniu najmniejszej nawet pokusy, i przezwyciężaniu swojej słabości. Zasady i nakazy poszczególnych odłamów judaizmu są takie same, wszystkie nurty stosują taką samą wykładnię Tory.

## Charedim a społeczne i polityczne życie Izraela
Zręby nowego społeczeństwa izraelskiego zostały wypracowane w 1947 przez Dawida Ben Guriona, który – będąc wówczas przewodniczącym Agencji Żydowskiej – przesłał na ręce szefa religijnej partii Agudat Israel, rabina Izaaka Lewina, list, w którym składał obietnicę, iż powstające państwo żydowskie będzie szanowało oczekiwania religijnej części społeczeństwa. Obietnice wyrażone w liście zostały później potwierdzone przyjętymi aktami prawnymi, które nadal zachowują swą moc. Zgodnie z przyjętym prawem kontrolę nad zawieraniem małżeństw i nad rozwodami przyznano ortodoksyjnym sądom religijnym; stworzono wyodrębniony system edukacyjny, a później wprowadzono zwolnienie studentów jesziw z obowiązku pełnienia służby wojskowej. Przyznane przywileje miały zapewnić przychylność partii Agudat Israel i sprawić, że nie wniesie ona na forum ONZ sprzeciwu wobec ustanowienia państwa żydowskiego. Na przestrzeni lat charedim zgłaszali wiele nowych oczekiwań, z których część była spełniana. Między innymi: zwolniono wszystkie dziewczęta religijne z obowiązku odbywania służby wojskowej, ograniczono liczbę wykonywanych sekcji zwłok i wprowadzono obowiązek sprzedawania w każdym co siódmym roku zbiorów rolnych wyłącznie za granicą Izraela (w myśl biblijnego prawa sznat szmita). W 2014 charedim protestowali przeciwko wprowadzeniu przez rząd Netanjahu obowiązkowej służby wojskowej i zniesieniu zwolnienia ze służby dla osób studiujących w jesziwach.

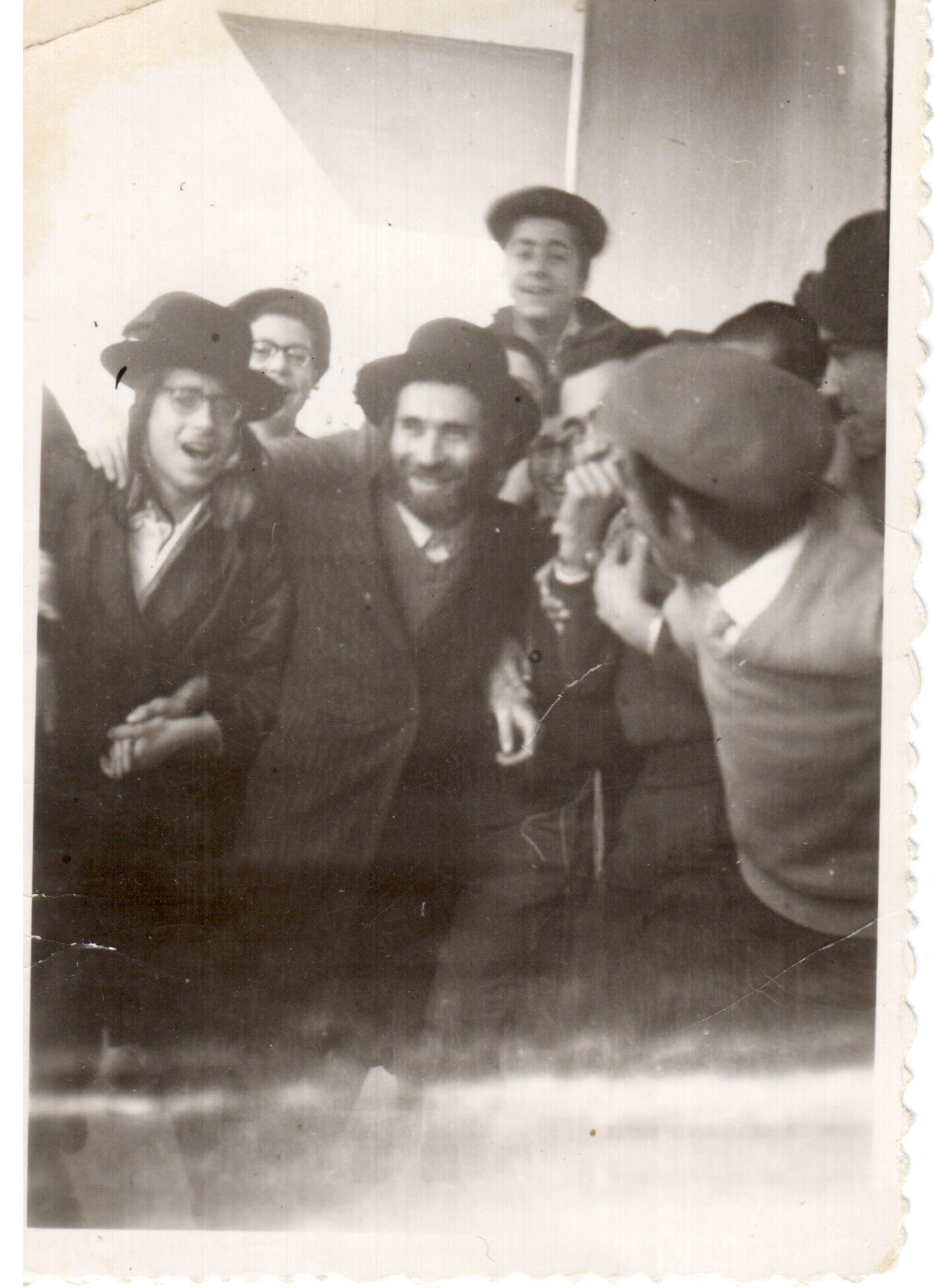
Jesziwa Poniewież w Bene Berak, w dzień Purim 1960

## Społeczność charedim
W 1948 społeczność ultraortodoksyjnych Żydów stanowiła prawdopodobnie ok. 1% ludności Izraela, a w 2020 około 12%. W Izraelu charedim zamieszkują gęsto zaludnione dzielnice Jerozolimy, Bene Berak (miasto położone w Dystrykcie Tel Awiwu), Bet Szemesz (miasto położone w Dystrykcie Jerozolimy) oraz liczne mniejsze miasta. Charedim są jedną z najbardziej wyrazistych grup społecznych Izraela. Wyróżniają ich historyczny strój, kolektywny, regulowany przez prawo religijne tryb życia, dystans od środowisk świeckich i zamieszkiwanie w zwartych skupiskach współwyznawców. Społeczność ultraortodoksyjnych Żydów wyróżnia się także poprzez używanie języka jidysz. Ultraortodoksyjni Żydzi mieszkający w Stanach Zjednoczonych porozumiewają się tylko w jidysz. Znaczna część społeczności zna angielski tylko w stopniu podstawowym, co sprawia, że mieliby dużą trudność w ewentualnym funkcjonowaniu poza własną społecznością.